# Hrvatski dojavni ured "Croatia"
Hrvatski dojavni ured "Croatia" bio je državna novinska agencija Nezavisne Države Hrvatske. Agencija je osnovana 1941. godine, isprva pod imenom "Velebit". Ime agencije je 29. listopada 1941. godine promijenjeno u Hrvatski dojavni ured "Croatia".
Prvi glavni urednik agencije je bio Matija Kovačić.

## Povijest

### Djelovanje HDU "Croatia"
Hrvatski dojavni ured Croatia davao je svakog dana domaće političke vijesti, te vanjskopolitičke vijesti svojih dopisnika u glavnim europskim gradovima, oslonjena na vijesti agencija zemalja koje su bile saveznici i prijatelji NDH. Kako je i uobičajeno kod država u ratu, urednička politika se prilagođavala ratnoj propagandi. Agencija je uz pojedine vijesti davala i obvezujuće opaske o tome kako i na kojem mjestu objaviti pojedinu vijest. Kao dio općega sustava cenzure, imala je ključan utjecaj na uređivačku politiku dnevnog tiska u NDH. Do listopada 1942. god. Državni izvještajni i promičbeni ured (DIPU), a potom Glavno ravnateljstvo za promičbu (GRP), su pomno nadzirali i objave samog Hrvatskog dojavnog ureda.
Novinari u HDU - kao i inače novinari u medijima NDH - su radili uz snažnu autocenzuru, a povremeno su strogoj cenzuri ipak morali objašnjavati greške kod prevođenja stranih tekstova i slično. Osim Glavnog ravnateljstva za promičbu, cenzuru je u pogledu vanjske politike provodio i Novinski odsjek Ministarstva vanjskih poslova, a u uredima GRP-a su bili prisutni i predstavnici Ministarstvo unutarnjih poslova. U novinske redakcije su fizički dolazili agenti Ustaške nadzorne službe, koji su imali široke ovlasti.

### Kraj HDU zbog pada NDH
Na Prvom kongresu kulturnih radnika Hrvatske održanom u Topuskom, 25. – 27. lipnja 1944. odlučeno je da će Hrvatski dojavni ured "Croatia" po uočekivanom zauzimanju Zagreba preuzeti Odjel informacija ZAVNOH-a.
Zadnji nadstojnik HDU "Croatia" bio je Daniel Uvanović. Nakon pada NDH u svibnju 1945. god. Uvanović se bio sklonio u Rim, odakle ga Britanci 1947. godine izručuju Jugoslaviji, gdje je nakon suđenja iste godine pogubljen - slično sudbini mnogih drugih novinara iz doba NDH.

## Vanjske poveznice
- Hrvatski dojavni ured "Croatia" (fond), kod Nacionalni arhivski informacijski sustav ARHINET